# Triclopyr
Triclopyr ist eine chemische Verbindung aus der Gruppe der Pyridincarbonsäuren. Es ist das Pyridin-Analogon der 2,4,5-Trichlorphenoxyessigsäure.

## Eigenschaften
Triclopyr ist ein weißer Feststoff, der mäßig löslich in Wasser ist. Er ist stabil gegenüber einer Hydrolyse.

## Synthese
Die Synthese von Triclopyr geht von Pyridin aus, welches zu Pentachlorpyridin chloriert wird. Das Chloratom an der para-Position wird mit Hydrazin entfernt. Das 2,3,5,6-Tetrachlorpyridin reagiert mit Kaliumcyanid oder Natriumcyanid und Trioxan zum letzten Zwischenprodukt, das mit Chlorwasserstoff zu Triclopyr carboxyliert.

## Verwendung
Triclopyr wird als Wirkstoff in Pflanzenschutzmitteln verwendet. Es ist ein systemisches und selektives Herbizid aus der Klasse der Wuchsstoffe. 

## Zulassung
Die EU-Kommission nahm Triclopyr mit Wirkung zum 1. Juni 2007 für Anwendungen als Herbizid in die Liste der zulässigen Pflanzenschutzmittel-Wirkstoffe auf.
In einer Reihe von EU-Staaten, unter anderem in Deutschland und Österreich, sowie in der Schweiz sind Pflanzenschutzmittel mit diesem Wirkstoff zugelassen.